# 伊佐德洛泰勒
伊佐德洛泰勒（法語：Izaut-de-l'Hôtel，法語發音：[izo də lotɛl]）是法国上加龙省的一个市镇，属于圣戈当区。

## 地理
伊佐德洛泰勒（43°0'59"N, 0°45'15"E）面积9.68 平方千米，位于法国奧克西塔尼大區上加龙省，该省份为法国西南部内陆省份，西南端与西班牙接壤，自此顺时针与上比利牛斯省、热尔省、塔恩-加龙省、塔恩省、奥德省和阿列日省接壤。
与伊佐德洛泰勒接壤的市镇（或旧市镇、城区）包括：阿尔邦、阿斯佩、卡巴纳克卡佐、瑞泽迪佐、马尔沃济、佩苏、桑古阿涅、昂科斯莱泰尔姆。

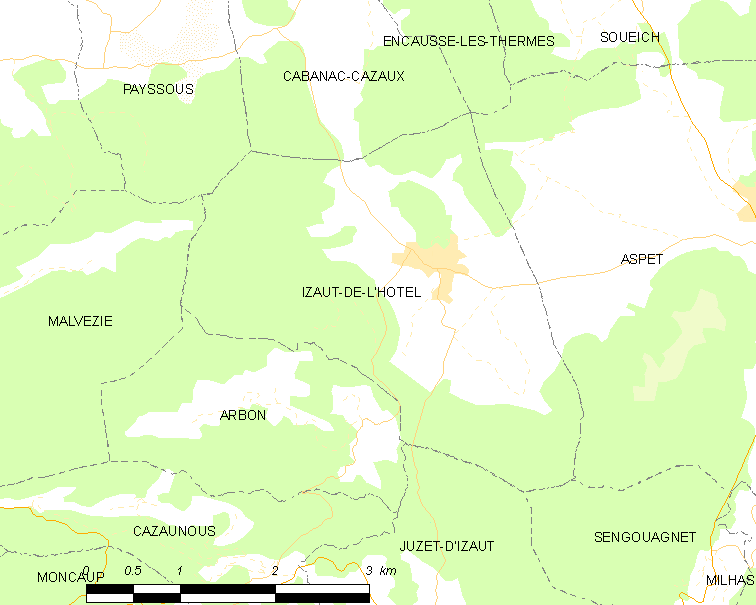
伊佐德洛泰勒的OSM定位图

伊佐德洛泰勒的时区为UTC+01:00、UTC+02:00（夏令时）。

## 行政
伊佐德洛泰勒的邮政编码为31160，INSEE市镇编码为31241。

## 政治
伊佐德洛泰勒所属的省级选区为巴涅尔德吕雄县。

## 人口

1962-2008年间伊佐德洛泰勒人口变化图示

伊佐德洛泰勒于2022年1月1日时的人口数量为293人。